# (8101) Yasue
(8101) Yasue (1993 XK1) – planetoida z grupy pasa głównego asteroid okrążająca Słońce w ciągu 4,88 lat w średniej odległości 2,88 au Odkryta 15 grudnia 1993 roku.